# 梅垣悠一
梅垣 悠一（うめがき ゆういち、1987年6月18日 - ）は、日本のプロボクサー・プロ格闘家。京都市北区出身。

## 来歴
京都市北区出身。平安高校卒業。龍谷大学で社会福祉士の国家資格を取得。大学卒業後は看護専門学校へ進学し、看護師免許を取得する。小学生の頃、たまたまビデオで辰吉丈一郎の試合を見てボクシングに興味をもち、練習に励む。中学生から大学生まで、陸上競技の短距離選手。2009年、地元の北区プロ格闘技団体に入団する。
2010年12月にアマチュアボクシングデビュー。当初は本名で活躍していたが、2014年よりリングネーム「琥珀」へ改名する。
アマチュア戦5試合を経験した後、2017年タイボクシング認定試合でプロへ昇格。ジムの看板選手となる。
2021年、ＪＦＣＳアジアタイトル戦にて判定勝ちを収め、チャンピオンとなる。

## ボクシングの対戦歴

### 堀和輝戦
2015年12月20日、京都KBSホールで開催されたタイボクシング連盟認定の大会（WBF世界ヘビー級タイトルマッチ）の前座試合に出場し、堀和輝選手と対戦する。延長戦の末、3-0の判定勝ちとなる。

### 水野敦戦
2017年8月13日、京都KBSホールで開催されたタイボクシングプロ格闘技連盟認定（WBF世界ヘビー級ノンタイトルマッチ）のセミファイナルに出場し、九州の水野敦選出と対戦する。延長戦の末、2-1の判定勝ちとなる。
この試合を期に、プロ格闘家への昇格が認定される。

### ブルジョア・マキシム戦
2019年2月17日、京都FUNJで開催されたWNFC.WOFC.WFCSの3団体タイトルマッチに出場し、フランスのブルジョア・マキシム選手と対戦する。2-1で判定勝ちとなる。

### アディウソン・シウバ戦
2019年9月29日、京都KBSホールで開催された山根明プロボクシング新団体（WYBC世界ヘビー級タイトルマッチ）のセミファイナルに出場し、ブラジルのWOFC・JFCSウェルター級9位のアディウソン・シウバ選出と対戦する。2-1の判定勝ちとなり、WOFC・JFCSウェルター級9位になる。

### YOSHIKING戦
2020年5月31日、京都KBSホールで開催された山根明プロボクシング新団体（WYBC世界ヘビー級タイトルマッチ）のセミファイナルに出場し、YOSHIKING選手と対戦。延長戦の末、2-1の判定勝ちとなる。

### バドソン・ノロンニャ戦
2021年8月29日、大阪176BOXで開催された「HERO'SWOFC・JFCS・ACF61th」のメインイベントに出場し、JFCSアジアウエルター級１位のバドソン・ノロンニャ選手とタイトルマッチを行う。2-0の判定勝ちで、日本人として初のJFCSアジアチャンピオンとなる。